# Bancassicurazione
Con bancassicurazione si intende la creazione e vendita di prodotti che coniugano caratteristiche di assicurazione e di investimento.
Si tratta tipicamente di polizze vita in cui i premi assicurativi sono fatti convogliare in un Fondo Interno Assicurativo (FIA) per essere investiti secondo delle linee-guida prefissate, ad esempio con un benchmark predefinito. Spesso il rendimento del FIA è semplicemente collegato a uno o più indici azionari, nelle polizze chiamate index linked.
Questa forma di investimento ha preso sempre più piede negli ultimi anni, grazie alla creazione di apposite joint ventures tra banche e compagnie di assicurazione.